# Waterfox
Waterfox é um navegador de 64 bits, ARM64 e PPC64LE para macOS, Windows, Android e Linux, baseado no código do navegador Mozilla Firefox. Se identifica como um navegador ético e (no Waterfox Classic ou Clássico) mantém suporte à extensões legadas que já não mais funcionam no Mozilla Firefox. Está disponível para todos os sistemas supracitados, dividido em duas versões: Clássico (Classic) e Atual (Current). Também é conhecido por permitir a instalação de extensões dos navegadores Google Chrome e Opera.
O Waterfox utiliza o mesmo mecanismo de renderização que o Mozilla Firefox.